# Adonisea lineata
Adonisea lineata là một loài bướm đêm trong họ Noctuidae.